# Saint-Brice, Charente
Saint-Brice är en kommun i departementet Charente i regionen Nouvelle-Aquitaine i västra Frankrike. Kommunen ligger  i kantonen Cognac-Nord som ligger i arrondissementet Cognac. År 2022 hade Saint-Brice 969 invånare.

## Befolkningsutveckling
Antalet invånare i kommunen Saint-Brice
Referens:INSEE